# 파주 검단사 목조관음보살좌상
파주 검단사 목조관음보살좌상(坡州 黔丹寺 木造觀音菩薩坐像)은 대한민국 경기도 파주시 탄현면 검단사에 있는 조선시대의 불상이다. 2009년 2월 9일 경기도의 문화재자료 제144호 파주 금단사 목조관음보살좌상로 지정되었으나, 2015년 4월 27일 파주 검단사 목조관음보살좌상로 명칭이 변경되었다.

## 개요
탄현면 성동리에 위치한 검단사(黔丹寺)의 법당인 법화전에 모셔져 있다. 정확한 제작연대를 알 수 없는 이 목조관음보살좌상은 비교적 작은 크기로 고개를 약간 숙인 정삼각형 꼴의 둔중한 모습이다. 살찐 얼굴에 늘어진 귀, 짧은 목을 하고 있으며, 머리에는 화불(化佛)이 있는 높은 보관을 쓰고서 두 손으로 정병을 감싸든 채 결가부좌하고 있다. 머리카락은 귀를 덮고 양 어깨에 붙어 있는 느낌 이 들며, 둥근 어깨를 한 풍만한 신체에 법의를 걸치고 있다. 의습선은 왼쪽 어깨에 단계적으로 중첩된 직선을 보이고 있고 양쪽 팔의 안쪽에 접힌 자락은 비교적 부드러운 곡선이며, 손 목에서 살짝 제껴져서 뒤쪽으 로 넘어간 자락은 2개의 계단 식 주름을 형성하고 있다.
오른쪽 어깨에 덮인 가사는 그 끝이 꽃모양처럼 둥글게 조각되었고, 왼쪽 어깨를 덮은 자락은 뒤로 넘어가서 긴 삼각형 꼴로 드리워져 있다. 양쪽 다리의 주름은 결가부좌 한 발목 부분에서 부채꼴로 벌어졌는데, 부드러운 곡선으로 표현되었다. 이처럼 왼쪽 어깨에 꽃모양 같은 가사표현이나 다리 사이의 곡선형 부채꼴 주름 모양은 18세기 초반에 제작된 불상에서 확인되는 제작기법이다. 또한 가슴에는 군의(裙衣)의 자락을 묶어서 접은 주름이 왼쪽에서 오른쪽으로 향해 대각선으로 조각되었는데, 이러한 표현 역시 18세기 불보살상에 흔히 찾아볼 수 있다. 정병을 따로 조각해서 두손에 끼웠는데, 이는 15세기 이후에 제작된 불화나 판화에서 보이는 주자형 정병이다. 비록 검단사 주불전에 봉안하기 위해서 제작된 것임을 알려주는 명확한 기록은 없으나 얼굴과 의습선에 부드러운 감이 남아있고 대각선형 군의표현을 볼 때 18세기 후반 에 조성된 것으로 추정된다. 18세기 후반 조각양식을 연구하는데 가치가 있는 중요한 자료이다.

## 지정 이유
파주 검단사 법화전 목조관음보살좌상은 발원문이 조사되지 않았지만 얼굴과 의습선에서 부드러운 감이 줄어들면서 도식화 된 18세기 중·후반에 제작된 것으로 추정된다. 보존상태가 좋고, 신체비례와 대의 처리 등에서 시기적인 양식을 반영하여 조선후기 불교조각사 연구에 중요함이 인정되어 지정한다.

## 참고 자료
- 파주 검단사 목조관음보살좌상 - 국가유산청 국가유산포털